# 1953 في المملكة المتحدة
فيما يلي قوائم الأحداث التي وقعت خلال عام 1953 في المملكة المتحدة.

## أحداث
- 31 يناير – فيضان بحر الشمال 1953

## رياضة
- 1 يناير – بطولة ويمبلدون 1953
- 18 يوليو – جائزة بريطانيا الكبرى 1953 الفائز البرتو اسكاري.

## ظهور
- 1 يناير – كهوف الصلب رواية من تأليف إسحاق أسيموف.

## كتب
من الكتب التي صدرت هذه السنة في المملكة المتحدة:
- 1 يناير – تحقيقات فلسفية من تأليف لودفيغ فيتغنشتاين.
- 1 يناير – جيب مملوء بالحبوب من تأليف أجاثا كريستي.
- 1 مارس – بعد الجنازة من تأليف أجاثا كريستي.
- 13 أبريل – كازينو رويال من تأليف إيان فليمنج.

## مواليد

### يناير
- 1 يناير – أندرو مورتون
- 1 يناير – أورسولا مارتن عالِمة حاسوب من المملكة المتحدة.
- 1 يناير – روبين دريسكول ممثل بريطاني.
- 3 يناير – بيتر تايلور
- 11 يناير – سيزيونز جون
- 18 يناير – ريتشارد هنري فريند فيزيائي بريطاني.
- 20 يناير – جون نيلسون روبرتسون لاعب كرة قدم إنجليزي.
- 23 يناير – ليستر ماكغراث
- 27 يناير – ريتشارد بريمر ممثل بريطاني.
- 30 يناير – وليام نيكسون ل دراج بريطاني.

### فبراير
- 9 فبراير – كيران هايندز ممثل أيرلندي.
- 24 فبراير – ستيف باريش متسابق دراجات نارية من المملكة المتحدة.
- 27 فبراير – إيان خاما سياسي بوتسواني.

### أبريل
- 5 أبريل – جيرارد كيلي سياسي من المملكة المتحدة.
- 10 أبريل – ديفيد لانجفورد كاتب بريطاني.
- 11 أبريل – أندرو وايلز رياضياتي بريطاني.

### مايو
- 3 مايو – ستيفن واربك
- 4 مايو – بول هارت لاعب ومدرب كرة قدم إنجليزي.
- 6 مايو – توني بلير سياسي بريطاني.
- 6 مايو – غرايم سونيس لاعب ومدرب كرة قدم اسكتلندي.
- 6 مايو – مارك فاريل لاعب كرة مضرب بريطاني.
- 15 مايو – غافن هاملتون عسكري من المملكة المتحدة.
- 15 مايو – مايك أولدفيلد
- 17 مايو – هيو برايس فيلسوف أسترالي.
- 19 مايو – فيكتوريا وود
- 22 مايو – بول مارينر لاعب كرة قدم إنجليزي.
- 24 مايو – ألفريد مولينا ممثل بريطاني.
- 31 مايو – ستيوارت كينيدي لاعب كرة قدم اسكتلندي.

### يونيو
- 2 يونيو – ديف بوي غرين
- 2 يونيو – كيث ألين
- 8 يونيو – جيف ريتش فنان إيقاعي من المملكة المتحدة.

### يوليو
- 11 يوليو – باول ويلاند
- 15 يوليو – جون دينام سياسي من المملكة المتحدة.
- 27 يوليو – غلين توربي
- 29 يوليو – ديفيد دارلينغ عالم فلك من المملكة المتحدة.

### أغسطس
- 8 أغسطس – نايجل مانسيل سائق فورمولا 1 من المملكة المتحدة.
- 15 أغسطس – كارول ثاتشر صحفية بريطانية.
- 15 أغسطس – مارك ثاتشر
- 16 أغسطس – ستيوارت باكستر لاعب كرة قدم إنجليزي.

### سبتمبر
- 23 سبتمبر – كيني بيرنز لاعب كرة قدم اسكتلندي.

### أكتوبر
- 10 أكتوبر – ميدج يور
- 26 أكتوبر – روجر علام
- 27 أكتوبر – بيتر فيرث ممثل إنجليزي.

### نوفمبر
- 18 نوفمبر – آلان مور
- 21 نوفمبر – تينا براون
- 22 نوفمبر – غراهام داي لاعب كرة قدم إنجليزي.
- 26 نوفمبر – جوليان تمبل
- 26 نوفمبر – جيفري جونسون لاعب كرة قدم ويلزي.

### ديسمبر
- 6 ديسمبر – ساندي ويلش كاتبة سيناريو من المملكة المتحدة.
- 21 ديسمبر – بول كوبر لاعب كرة قدم من المملكة المتحدة.
- 22 ديسمبر – جريجور فيشر ممثل بريطاني.

## وفيات

### يناير
- 1 يناير – بيرتن ميلر (مواليد 1880) لاعب كرة قدم إنجليزي.
- 29 يناير – ريجنالد ونجت (مواليد 1861)

### فبراير
- 20 فبراير – دوروثي شيبارد بارون (مواليد 1897) لاعبة كرة مضرب من المملكة المتحدة.

### مارس
- 4 مارس – جو سيموندس (مواليد 1894) ملاكم من المملكة المتحدة.
- 24 مارس – ماري تك (مواليد 1867)

### أبريل
- 9 أبريل – سي. إي. إم. جود (مواليد 1891)
- 27 أبريل – مود غون (مواليد 1866)

### يونيو
- 12 يونيو – ليسلي غراهام (مواليد 1911) متسابق دراجات نارية من المملكة المتحدة.
- 16 يونيو – مارغريت بوندفيلد (مواليد 1873)
- 22 يونيو – آرثر مارتن (مواليد 1874) طبيب عسكري جنوب أفريقي.
- 27 يونيو – مات ويلز (مواليد 1886) ملاكم من المملكة المتحدة.

### أغسطس
- 17 أغسطس – ألبرت أوستن (مواليد 1881) ممثل إنجليزي.

### أكتوبر
- 3 أكتوبر – أرنولد باكس (مواليد 1883)
- 9 أكتوبر – جيمس فينلايسون (مواليد 1887)

### نوفمبر
- 9 نوفمبر – ديلان توماس (مواليد 1914)

### ديسمبر
- 11 ديسمبر – تومي لوكاس (مواليد 1895) لاعب كرة قدم إنجليزي.